# Скрита ръка
Скритата ръка (на английски: hand-in-waistcoat, hand-held-in или hidden hand) е жест, често срещан в портретите от XVIII и XIX век. Позата се появява през 50-те години на XVIII век, за да индикира лидерство по спокоен и твърд начин. Най-вече е свързвана с Наполеон I, тъй като се появява в няколко картини, рисувани от художника Жак-Луи Давид. Позата, смятана за величествена, бива копирана от други портретни художници в Европа и Америка. По-голямата част от картините и снимките показват дясната ръка, поставена в жилетката/сакото, но някои се появяват и с лявата ръка. Позата също така се среща често във фотографии от средата на деветнайсети век.

## История
Позата съществува още в класическите времена – Есхил, атински оратор и политик, твърди, че говоренето с ръка извън тогата е признак на лоши обноски.

## Галерия
- Наполеон I
- Франсиско Писаро
- Генерал Лафайет
- Херцог на Уелингтън
- Джордж Вашингтон
- Самюъл Колт
- Джордж Макклелан
- Карл Маркс
- Уилям Tекумзе Шърман
- Франклин Пиърс

|  | Тази страница частично или изцяло представлява превод на страницата Hand-in-waistcoat в Уикипедия на английски. Оригиналният текст, както и този превод, са защитени от Лиценза „Криейтив Комънс – Признание – Споделяне на споделеното“, а за съдържание, създадено преди юни 2009 година – от Лиценза за свободна документация на ГНУ. Прегледайте историята на редакциите на оригиналната страница, както и на преводната страница, за да видите списъка на съавторите. ВАЖНО: Този шаблон се отнася единствено до авторските права върху съдържанието на статията. Добавянето му не отменя изискването да се посочват конкретни източници на твърденията, които да бъдат благонадеждни. |